# OpenSPARC
OpenSPARC（オープンスパーク）は、2005年12月に開始されたオープンソースハードウェアのプロジェクトである。プロジェクトへの最初の貢献は、サン・マイクロシステムズによって行われた。サンは完全な64ビット・32スレッドのマイクロプロセッサであるUltraSPARC T1プロセッサの、レジスタ転送レベル(RTL)のVerilogコードを寄付した。2006年3月21日に、サンはUltraSPARC T1のIPコアのソースコードをGPLで公開した。完全なOpenSPARC T1システムは8つのコアで構成され、各コアは4つのスレッドを同時に実行でき、合計32のスレッドになる。各コアは順番に命令を実行し、そのロジックは6つのパイプラインステージに分割される。
2007年12月11日に、サンはUltraSPARC T2プロセッサのRTLについてもOpenSPARCプロジェクトを通して利用できるようにした。GNU General Public License v2の下でもリリースされた。OpenSPARC T2は、8コア、64スレッドの16パイプラインである。

## 参照
1. ↑  “Sun Accelerates Grown of UltraSPARC CMT Eco System”.   Sun Microsystems (2007年12月11日). 2008年5月23日閲覧。
2. ↑  “OpenSPARC Frequently Asked Questions”.   Oracle. 2012年10月17日時点のオリジナルよりアーカイブ。2021年3月20日閲覧。